# Tonke Dragt
Antonia Johanna Willemina Dragt, dite Tonke Dragt, née le 12 novembre 1930 à Batavia (actuelle Jakarta) et morte à La Haye le 12 juillet 2024, est une auteure néerlandaise de livres pour enfants.

## Biographie
Tonke Dragt naquit dans ce qui était alors les Indes orientales néerlandaises (aujourd’hui Indonésie). Pendant la Seconde Guerre Mondiale, elle fut internée avec sa mère et ses sœurs à Tjideng, un camp d'internement japonais pour femmes et enfants. C’est là qu’elle dit avoir commencé à écrire, n’ayant rien à lire dans ce camp,. En 1948, sa famille s’établit aux Pays-Bas. Elle-même reçut son diplôme d’études supérieures avant de se diriger vers l’Académie royale des beaux-arts de La Haye où elle étudia le dessin, matière qu’elle enseigna par la suite, tout en contant volontiers des histoires devant sa classe.
Elle fit ses débuts dans le périodique pour enfants "Kris Kras" en 1958. Les nouvelles qu’elle y publia furent reçues avec un tel enthousiasme qu’après  une rencontre avec Miep Diekmann  elle se joignit à la maison d’édition « Léopold » qui publia ses livres par la suite. Son premier livre fut publié en 1961. « Verhalen van de tweelingbroers »  (litt: Contes de deux frères jumeaux) raconte l’histoire de deux frères qui se ressemblent tellement qu’on les confond régulièrement, confusion engendrant diverses aventures. L’année suivante, elle publiait « De brief voor de koning » (litt : La lettre pour le roi), roman d’aventure du jeune chevalier Tiuri. Ce livre, de même que la suite « Geheimen van het Wilde Woud » (litt : Les secrets de la forêt sauvage) et le recueil de contes « Het gevaarlijke venster » (litt : La fenêtre dangereuse), se passent dans les pays fictifs de Dagonaut et Unauwen.
Le 5 octobre 2004, pendant les célébrations marquant la cinquantième Semaine du Livre pour Enfants, « Griffel der Griffels »,  « De brief voor de koning » recevait le prix du meilleur livre pour enfants des cinquante dernières années. Il fera l’objet d’une adaptation cinématographique par Pieter Verhoeff en 2008 sous le titre « Les Chevaliers du roi ». Un autre de ses livres, « De Zevensprong » (litt : Le septième saut) sera l’objet d’une série pour la télévision de Karst van der Meulen. 
Elle fut choisie en 2012 et en 2022 pour représenter les Pays-Bas dans la catégorie « Écriture » du prix international Hans-Christian-Andersen.
Le 5 février 2013 paraissait « ABC Dragt – de werelden van Tonke Dragt » (litt : ABC Dragt – les mondes de Tonk Dragt), livre écrit par Joukje Akveld et Annemarie Terhall qui raconte la vie et l’œuvre de Tonk Dragt prenant comme point de départ les lettres de l’alphabet.
Netflix acheta les droits internationaux de « De brief voor de koning » en 2018 pour en faire une série télévisée en  anglais qui parut deux ans plus tard sous le titre « The Letter for the King » mettant en vedette Amir Wilson, Ruby Ashbourne Serkis et Thaddea Graham sous la direction de Alex Holmes et Felix Thompson. Filmée en Nouvelle-Zélande et à Prague, la série reçut un accueil modéré, recevant de Rotten Tomatoes le  score de 55%; en dépit de ce score, la série est longtemps demeurée en tête du palmarès de  Netflix aux Pays-Bas.
En 2022 et 2023, elle est sélectionnée pour le prestigieux prix suédois, le Prix commémoratif Astrid-Lindgren.
Tonke Dragt est morte à l’âge de 93 ans à La Haye où elle avait vécu jusqu’à sa mort,.

## Son œuvre
- Verhalen van de tweelingbroers (1961)
- De brief voor de koning (1962)
- De blauwe boekanier (1964)
- Geheimen van het Wilde Woud (1965)
- De Zevensprong (1966)
- De Trapeze (1967)
- De robot van de rommelmarkt (1967)
- De blauwe maan (8 tomes, 1968-1981)
- Torenhoog en mijlen breed (1969)
- De torens van februari (1973)
- Water is gevaarlijk: spookverhalen, verzen, feiten, fantasieën en overleveringen (collection de divers auteurs, 1977)
- Het gevaarlijke venster en andere verhalen (1979)
- Ogen van tijgers (1982)
- Het geheim van de klokkenmaker, of De tijd zal het leren, of De tijd zal je leren (1989)
- Aan de andere kant van de deur (1992)
- De robot van de rommelmarkt & Route Z (2001; heruitgave van boek uit 1967, aangevuld met een nieuw verhaal)
- Het dansende licht (2005)
- De blauwe maansteen (2005)
- Wat niemand weet (2007, Kinderboekenweekprentenboek)
- Dichtbij ver van hier (2009)
- ABC Dragt - De werelden van Tonke Dragt, geschreven door Joukje Akveld en Annemarie Terhell (2013)
- Als de sterren zingen (2017)
- Wie achter deze deur verdwaalt, met Rindert Kromhout (2021)

## Prix et distinctions
- 1963 : Kinderboek van het Jaar (nl), ancêtre du prix Gouden Griffel

- 2004 : Griffel der Griffels

- 2012 et 2022 : Sélection pour le Prix Hans-Christian-Andersen, dans la catégorie Écriture[11]

- 2022 et 2023 : Sélection pour le Prix commémoratif Astrid-Lindgren[8]

## Œuvres traduites en français

### SérieL'Écuyer du roi
1. Le Messager du chevalier noir, Calligram, 2006 ((de) De brief voor de koning, 1962), trad. Monique Nagielkopf, 404 p.  (ISBN 2-88480-251-7)Réédition sous le titre L'Écuyer du roi, Gallimard Jeunesse, 2020, trad. Mireille Cohendy, 520 p. (ISBN 978-2-07-512983-1)

1. Les Secrets de la Forêt sauvage, Gallimard Jeunesse, 2022 ((de) Geheimen van het Wilde Woud, 1965), trad. Mireille Cohendy, 560 p.  (ISBN 978-2-07-512988-6)

## Adaptations de ses œuvres
- 2008 : Les Chevaliers du Roi de Pieter Verhoeff.

- 2020 : L'Écuyer du roi sur Netflix